# Маттьє Андродіас
Маттьє Андродіас (фр. Matthieu Androdias, нар. 11 червня 1990) — французький веслувальник, олімпійський чемпіон 2020 року, чемпіон світу та Європи.

## Виступи на Олімпіадах
| Олімпіада           | Дисципліна     | Місце |
| ------------------- | -------------- | ----- |
| Лондон 2012         | парні четвірки | 10    |
| Ріо-де-Жанейро 2016 | парні двійки   | 6     |
| Токіо 2020          | парні двійки   | 1     |
| Париж 2024          | парні двійки   | 8     |

## Зовнішні посилання
- Маттьє Андродіас — олімпійська статистика на сайті Sports-Reference.com (англ.) (архівна версія)
- Маттьє Андродіас [Архівовано 24 липня 2021 у Wayback Machine.] на сайті FISA.